# Рейкеворсел
Рейкеворсел (на нидерландски: Rijkevorsel) е селище в Северна Белгия, окръг Тьорнхаут на провинция Антверпен. Намира се на 10 km западно от град Тьорнхаут. Населението му е около 10 700 души (2006).